# Nikolai Alexandrovich Morozov
Nikolai Alexandrovich Morozov (en rus: Никола́й Алекса́ндрович Моро́зов; 7 de juliol de 1854, Borok – 30 de juliol de 1946) va ser un revolucionari comunista rus que va passar uns 25 anys a la presó contra el govern tsarista. També va ser un acadèmic, va publicar obres en diversos camps de la ciència i la història, i un pioner de l'aviació a Rússia. Als 88 anys, va servir breument a l'Exèrcit Roig com a franctirador durant la Segona Guerra Mundial, convertint-se en el combatent més antic conegut de la guerra.

## Primers anys i activitats revolucionàries

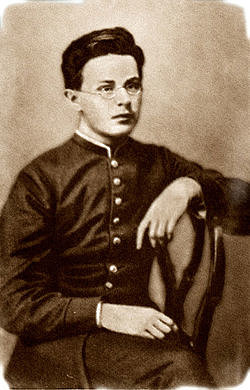
Morozov d'estudiant

Fill d'un terratinent ric i d'una serva que estava vinculada a la seva propietat, Morozov va néixer al poble de Borok a la governació de Yaroslavl. Inicialment es va educar a casa abans de començar a estudiar al segon gimnàs de Moscou el 1869. No li agradava el currículum, especialment el llatí i el dret divin. Va fundar un cercle informal d'autoeducació en ciències naturals. També va assistir a conferències a la Universitat de Moscou disfressat amb l'uniforme d'un estudiant. Va ser expulsat de l'escola per distribuir una revista científica que no havia estat aprovada per la divisió de censura. Mostrant un primer interès per la política, va estar a la llista de seguiment de la policia quan era estudiant. Es va unir al Cercle de Txaikovski i va ser actiu en la distribució de propaganda entre els camperols de les governacions de Moscou, Voronej i Kursk abans que la persecució policial l'obligués a tornar a Moscou. Es va traslladar a Sant Petersburg abans de marxar cap a Ginebra el 1874.
El 1875, va tornar a Rússia i va ser arrestat a la frontera, però alliberat després que el seu pare li pagués la fiança. Es va dedicar de nou a les activitats revolucionàries, repartint propaganda entre els camperols de la governació de Saratov.
El 1878, després d'haver tornat a Sant Petersburg, Morozov va ser membre del grup Zemlya i volya o Land and Liberty on va coeditar el seu portaveu, Land and Liberty, (amb Sergei Kravchinsky). Quan el grup es va enfrontar a una crisi interna per tàctiques, es va dividir en dos grups l'agost de 1879. Morozov va rebutjar l'ús continuat de la propaganda per provocar un canvi social i, en canvi, va defensar l'ús de l'acció directa. Es va unir a la més radical de les dues faccions, Narodnaya Volya, o Voluntat del Poble, esdevenint finalment un dels seus líders.
El 1880, Olga Lyubatovich i Morozov van deixar Narodnaya Volya i van anar a viure a Ginebra i Londres, on va ser presentat a Karl Marx. Mentre estava a l'exili, Morozov va escriure The Terrorist Struggle, un pamflet que explicava les seves opinions sobre com aconseguir una societat democràtica a Rússia. Va defensar un gran nombre de grups terroristes petits i independents i va argumentar que aquest enfocament dificultaria que la policia secreta tsarista deté els terroristes. Això també ajudaria a evitar que un petit grup de dirigents poguessin assolir el poder, formant oligarquies després del derrocament del tsar.
Morozov va tornar a Rússia per distribuir The Terrorist Struggle el 28 de gener de 1881, però va ser arrestat a la frontera. Va ser empresonat a Suwałki. Lyubatovich, que tot just havia passat pel part, va decidir intentar rescatar Morozov. Tanmateix, el seu pla no va sortir bé, i va ser arrestada i enviada a Sibèria el novembre de 1882.

## Vida i idees posteriors

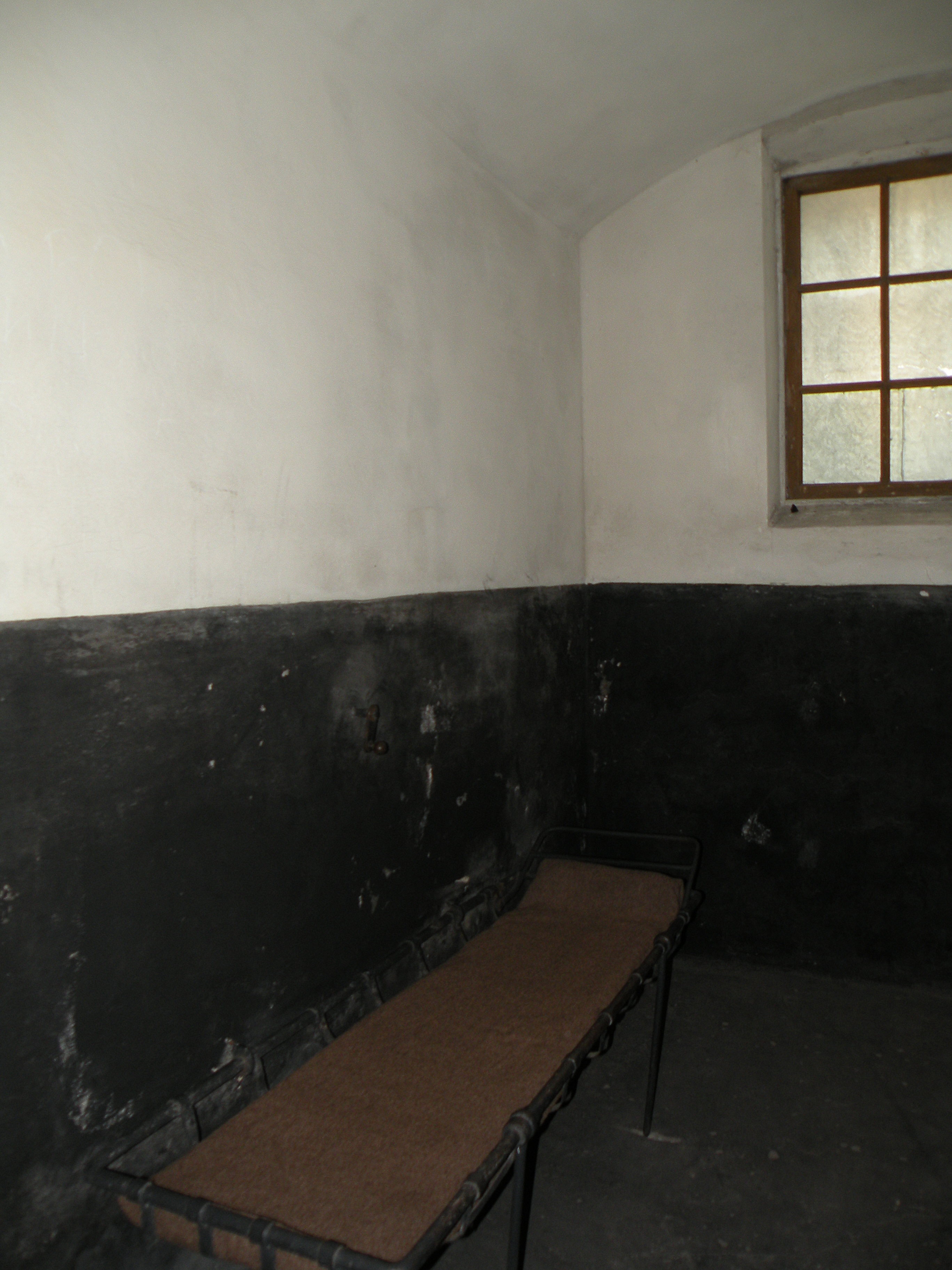
Cel·la de Morozov a la fortalesa de Shlisselburg

Entre 1882 i 1905, Morozov va ser empresonat a la fortalesa de Pere i Pau i a la fortalesa de Shlisselburg per les seves activitats polítiques. Durant aquest període, va escriure vers polítics i va començar intensos estudis en els camps de la física, la química, l'astronomia i la història. Després de rebre el permís per utilitzar la literatura teològica, va aprendre hebreu i va començar un estudi en profunditat de la història bíblica. Després del seu alliberament el 1905, va ensenyar química i astronomia a la Universitat de Sant Petersburg. El 1907, va ser elegit a la Duma, però com a antic presoner no se li va permetre prendre possessió del càrrec. Es va convertir en membre de moltes associacions científiques, inclòs l'Aeroclub rus. Per la publicació del seu llibre Cançons de les estrelles l' any 1910, va ser empresonat un any més.
Moltes de les seves idees eren considerades poc ortodoxes i agosarades. Va conjecturar que els àtoms tenen una estructura de nivell complicada i es poden transformar. En el seu tractat sobre la taula periòdica, Morozov va predir el descobriment dels elements inerts.
El 1907, Morozov va publicar "La revelació en tempesta i tro" en què va produir proves per a les seves hipòtesis:
- La Revelació a Joan es pot datar astronòmicament el 30 de setembre de 395.
- L'autor de l'Apocalipsi és idèntic a Joan Crisòstom.

Morozov es va convertir en un pioner de l'aeronàutica a Rússia als anys 1910. Va fer volar avions i globus, fins i tot sobre la fortalesa de Shlisselburg on havia estat empresonat, i va donar classes a una escola d'aviació. Va proposar un sistema de paracaigudes que s'obriria automàticament i vestits especials per a vols a gran altitud. Durant la Primera Guerra Mundial, Morozov va anar al front el 1915 com a delegat de la Unió Zemstvo de tota Rússia per ajudar els malalts i ferits.
Després de la Revolució d'Octubre, Morozov es va interessar poc per la política i mai es va unir al Partit Comunista. Tanmateix, encara va ser nomenat per Anatoly Lunacharsky per dirigir l'Institut PS Lesgaft de Ciències Naturals de Petrograd (Leningrad), càrrec que va mantenir fins a la seva mort als 92 anys. Basant-se en els registres astronòmics com l' Almagest, va especular que gran part de la història humana ha estat falsificada. Les seves teories sobre la cronologia de l'Orient Mitjà i d'Israel abans del segle I aC van atreure més tard l'atenció d'Anatoly Fomenko, que va basar la seva pròpia Nova Cronologia en elles.
En els seus anys de decadència, Morozov va establir un laboratori al seu Borok natal, al nord d'Uglich, per supervisar i estudiar "les aigües continentals". El 1932 va ser nomenat membre d'honor de l'Acadèmia de Ciències Soviètica.

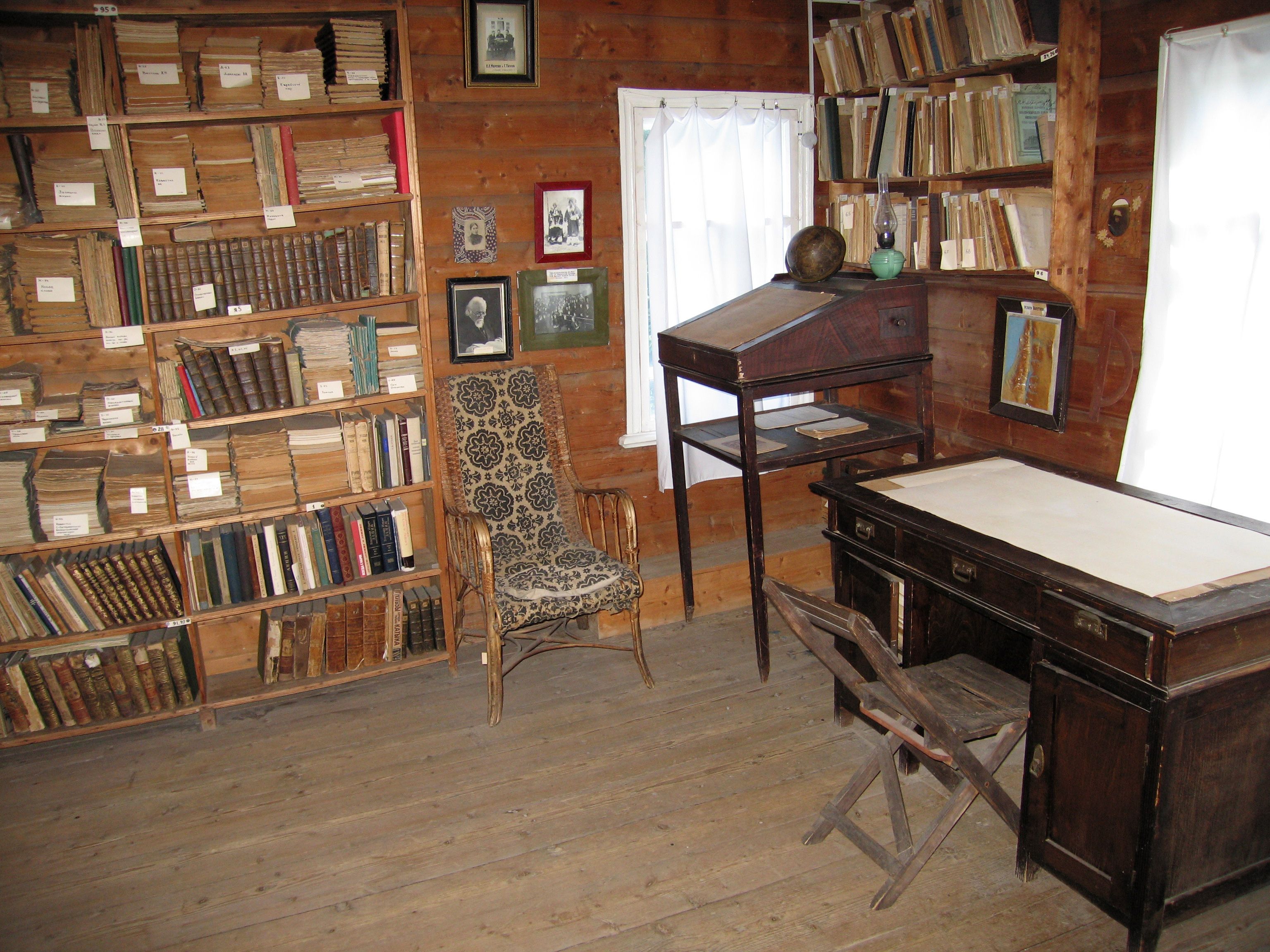
Finca Morozov, Borok

El 1942, Morozov, llavors de 88 anys, es va allistar a l'Exèrcit Roig per lluitar a la Segona Guerra Mundial. Havia fet un curs de franctirador el 1939 i va afirmar que estava treballant en una nova mira telescòpica que s'havia de provar sobre el terreny, amenaçant que si no se li permetia allistar-se demanaria al mateix Joseph Stalin que intervingués. La direcció militar va cedir i el va enrolar. El desembre de 1942, va ser assignat a un batalló a la zona de Volkhov durant el setge de Leningrad com a franctirador. Va disparar amb precisió tot i que necessitava ulleres i, en un cas, va passar mig dia emboscat a la neu abans de matar un oficial alemany. Va utilitzar la seva formació acadèmica per millorar la seva eficàcia com a franctirador, estudiant la trajectòria de les seves bales i fent ajustos per a la humitat i el vent. Al cap d'un mes va ser retirat de la primera línia malgrat les seves protestes. Va exigir sense èxit ser retornat al front uns mesos després. Va ser guardonat amb la Medalla "Per a la Defensa de Leningrad" i l'Ordre de Lenin el 1944.
Morozov va morir el 30 de juliol de 1946 a l'edat de 92 anys. La seva casa de Borok està oberta al públic com monument commemoratiu amb la seva tomba a prop.

## Eponímia
- L'asteroide 1210 Morosovia rep el seu nom en el seu honor.[7]

- El cráter lunar Morozov rep el seu nom en la seva memoria.[8]